# Бологоје
Бологоје (рус. Бологое) град је у европском делу Руске Федерације и административни центар Бологовског рејона смештеног у северном делу Тверске области. 
Према проценама националне статистичке службе, у граду је 2024. живело 19.458 становника.

## Географија
Град Бологоје смештен је на обалама Бологовског језера, на североисточним обронцима Валдајског побрђа, на прелазном подручју између побрђа и Вишњеволочке низије. На подручју где се град налази надморске висине су између 150 и 200 метара. 
Од административног центра области, града Твера налази се на удаљености од око 164 километра у смеру северозапада. 
Град се налази у зони умереноконтиненталне климе са просечним јануарским температурама од –10,2 °C, однсосно јулским од +16,7 °C. Просечна годишња сума падавина је око 645 милиметара. Снежни покривач задржава се од друге недеље новембра до почетка априла (а неретко и до маја). 

## Историја
Насељено место под именом „село Бологоје на језеру Болошком“ први пут се помиње у писаним изворима око 1495. године у неком од катастарских списа тадашње Новгородске земље. Претпоставља се да име насеља потиче од староруског термина бологыи који означава мир и доброту (нејасно је на шта се назив конкретно односио). 
Интензивнији развој насеља почиње 1851. са градњом железничке станице на веома важној железничкој траси (тадашња Николајевска железница) која је повезивала два највећа града, Москву и Санкт Петербург. Насеље које је формирано око железничке станице сједињено је 1917. године са суседним истоименим селом и као такво добија административни статус града. Године 1918. успостављен је Бологовски округ Новгородске губерније, а град Бологоје постаје прво окружним, а од 1927. и рејонским центром. 

## Демографија
Према подацима са пописа становништва 2010. у граду је живело 23.494 становника, док је према проценама за 2014. град имао 22.177 становника.
| 1939.  | 1959.  | 1970.  | 1979.  | 1989.  | 2002.  | 2010.  | 2014.   |
| ------ | ------ | ------ | ------ | ------ | ------ | ------ | ------- |
| 17,320 | 30,301 | 33,949 | 31,293 | 35.926 | 26,612 | 23,494 | 22,177* |

Напомена: * према проценама националне статистичке службе.

## Саобраћај
Захваљујући свом стратешки повољном положају на пола пута између два највећа руска града, Москве и Санкт Петербурга, Бологоје се веома рано развило као веома важна раскрсница железничких и друмских путова, а његова железничка станица сматра се једном од најпрометнијих у Тверској области. Од 1851. кроз град пролази железница на релацији Москва–Санкт Петербург. Важније железничке линије које пролазе кроз град су и Рибинск–Бежецк–Сонково, Псков–Валдај–Стараја Руса и Великије Луки–Андреапољ. 
- Споменик парној локомотиви у Бологоју
- Железничка станица
- Споменик жртвама Другог светског рата